# Friedrich von Esebeck
Friedrich Freiherr von Esebeck  (Weimar, 23. kolovoza 1870. -  Berlin, 25. svibnja 1951.) je bio njemački general i vojni zapovjednik. Tijekom Prvog svjetskog rata bio je načelnik stožera 
načelnik stožera Armijskog odjela A i 9. armije na Zapadnom bojištu.

## Vojna karijera
Friedrich von Esebeck rođen je 23. kolovoza 1870. u Weimaru. U prusku vojsku stupio je u travnju 1890. kao dragovoljac služeći u 1. gardijskoj pješačkoj pukovniji u Potsdamu. Od siječnja 1900. pohađa Prusku vojnu akademiju gdje je u veljači 1900. promaknut u čin poručnika. Nakon završetka iste, u srpnju 1903., vraća se na službu u 1. gardijsku pješačku pukovniju. Od ožujka 1904. kratko se nalazi na službi u Glavnom stožeru, da bi u travnju bio premješten u stožer VII. korpusa kojim je zapovijedao Moritz von Bissing. Istodobno s tim imenovanjem promaknut je u čin satnika. U stožeru VII. korpusa služi pet godina, do siječnja 1909., kada se ponovno vraća u 1. gardijsku pješačku pukovniju gdje zapovijeda satnijom. Od listopada 1912. nalazi se na službi u Glavnom stožeru, te je istodobno unaprijeđen u čin bojnika. U Glavnom stožeru služi šest mjeseci, do travnja 1913., kada je premješten u stožer XVI. korpusa kojim je zapovijedao Bruno von Mudra, a koji je imao sjedište u Metzu. Na navedenoj dužnosti nalazi se i na početku Prvog svjetskog rata.  

## Prvi svjetski rat
Na početku Prvog svjetskog rata XVI. korpus nalazio se u sastavu 5. armije kojom je na Zapadnom bojištu zapovijedao prijestolonasljednik Vilim. U sastavu XVI. korpusa Esebeck sudjeluje u zauzimanju tvrđave Longwy na početku rata. U travnju 1915. imenovan je načelnikom stožera XVI. korpusa zamijenivši na tom mjestu Rudolfa von Borriesa. U listopadu 1915. premješten je u stožer Grupe armija njemačkog prijestolonasljednika u kojem stožeru služi do travnja 1917. kada postaje načelnikom stožera Armijskog odjela A.
U siječnju 1918. Esebeck je promaknut u čin potpukovnika, dok je u travnju odlikovan ordenom Pour le Mérite. Potom u lipnju postaje načelnikom stožera 9. armije kojom je zapovijedao Fritz von Below. Na navedenoj dužnosti nalazi se tri mjeseca, do rujna 1918., kada je imenovan zapovjednikom tvrđave Metz na kojoj dužnosti dočekuje i završetak Prvog svjetskog rata.

## Poslije rata
Nakon završetka rata Esebeck obnaša dužnost načelnika stožera VII. korpusa. Od listopada 1919. načelnik je stožera VI. vojnog okruga, da bi potom u svibnju 1920. bio imenovan vojnim zapovjednikom Glatza. Navedenu dužnost obnaša do lipnja 1922. kada postaje zapovjednikom 8. pješačke pukovnije smještene u Frankfurtu na Odri. U međuvremenu je, u listopadu 1920., promaknut u čin pukovnika, dok čin general bojnika dostiže u siječnju 1924. godine. 
U veljači 1925. imenovan je zapovjednikom 3. pješačke grupe, da bi u studenom 1926. postao zapovjednikom 1. divizije i I. vojnog okruga sa sjedištem u Königsbergu. U čin general poručnika unaprijeđen je u veljači 1927., da bi 30. rujna 1929. bio umirovljen. Tog istog mjeseca primio je i počasni čin generala pješaštva.
Friedrich von Esebeck preminuo je 25. svibnja 1951. u 81. godini života u Berlinu.

## Vanjske poveznice
(eng.) Friedrich von Esebeck na stranici Prussianmachine.com

(njem.) Friedrich von Esebeck na stranici Lexikon der Wehrmacht.de

(njem.) Friedrich von Esebeck na stranici Feldgrau.de

(njem.) Friedrich von Esebeck na stranici Bundesarchiv.de

(češ.) Friedrich von Esebeck na stranici Valka.cz